# Piroșa
Piroșa – wieś w Rumunii, w okręgu Sălaj, w gminie Băbeni. W 2011 roku liczyła 114 mieszkańców. W miejscowości znajduje się zabytkowy kościół.